# Gustaw von Holstein-Gottorp-Vasa
Gustaw von Holstein-Gottorp-Vasa (ur. 9 listopada 1799 w Sztokholmie, zm. 4 sierpnia 1877 w Pillnitz, Saksonia), zwany na ogół "książę Waza" (szw. Prins av Vasa) – następca tronu Szwecji, Finlandii, Pomorza Szwedzkiego i Rugii w latach 1799-1809, generał cesarskiej i królewskiej Armii, pretendent do tronu Szwecji 1809-1872.

## Życiorys
Gustaw był synem przedostatniego króla Szwecji (ostatniego szwedzkiego wielkiego księcia Finlandii) z dynastii Holstein-Gottorp Gustawa IV Adolfa i Fryderyki Doroty Wilhelminy Badeńskiej. W roku 1809 ojciec Gustawa stracił tron w wyniku zamachu stanu i udał się na wygnanie do Szwajcarii, zaś jego rodzina osiedliła się najpierw w Badenii, a potem w Wiedniu. W roku 1810, po objęciu tronu szwedzkiego przez bezdzietnego Karola XIII, stryja Gustawa IV Adolfa, zwolennicy Holstein-Gottorpów, tzw. stronnictwo gustawiańskie, lansowali kandydaturę Gustawa na następcę tronu, przychylny był temu również sam król, ale rewolucjoniści 1809 roku, bojąc się zemsty doprowadzili do wyboru na kronprinca księcia Chrystiana Augusta von Holstein-Augustenburg. Ten, nieżonaty i blisko spokrewniony z Holstein-Gottorpami, obiecał Karolowi XIII adoptować Gustawa, ale po półrocznym pobycie w Szwecji nagle zmarł. Na koniec zwolennicy Francji przeforsowali innego kandydata, marszałka Jana Baptystę Bernadotte, który został adoptowany przez Karola XIII. Inny plan dotyczący Gustawa powzięto w tym czasie w Danii: miał zostać zaadoptowany przez króla Danii i Norwegii Fryderyka VI, który nie miał synów, ożeniony z jego jedyną córką Karoliną; stronnictwo gustawiańskie miało obwołać Fryderyka królem Szwecji, po czym Gustaw zjednoczyłby po wstąpieniu na tron wszystkie trzy monarchie skandynawskie. Plan pozostał epizodem, m.in. dlatego, że wymagał pokaźnych rekompensat dla różnych członków bocznych linii dynastii oldenburskiej. Wygnana rodzina królewska pokładała również wielkie nadzieje w kongresie wiedeńskim, który – o ile to odpowiadało głównym mocarstwom – restytuował wszystkich monarchów legitymistycznych. W gazetach francuskich i niemieckich pojawiły się wiadomości, że Bernadotte zamierza zrzec się godności kronprinca i przywrócić Gustawowi jego prawa. Bernadotte nic takiego nie zamierzał, mając poparcie najważniejszego monarchy kongresu, cara Aleksandra I.
W roku 1824 Gustaw wstąpił do armii austriackiej, gdyż ze względu na presję Bernadotte'a nie chciano go przyjąć ani do służby rosyjskiej, ani angielskiej. Zdolny, pracowity, uczciwy i porządny, szybko awansował: w 1826 był już podpułkownikiem, 12 grudnia 1829 został generałem majorem, a 29 lutego 1836 został mianowany na stopień marszałka polnego porucznika. 20 grudnia 1848 został urlopowany. Od 1831 do śmierci był szefem Węgierskiego Pułku Piechoty Nr 60.
W roku 1828 zaręczył się z bogatą księżniczką Marianną Niderlandzką, ale do ślubu nie doszło pod presją dyplomatyczną Bernadotte'a (Marianna wyszła później za Albrechta, najmłodszego brata Fryderyka Wilhelma IV i Wilhelma I, i wzniosła pałac w Kamieńcu Ząbkowickim na Dolnym Śląsku). W tym czasie Gustaw musiał, także pod presją Bernadotte'a, zaprzestać używania dotychczasowego tytułu "książę szwedzki" (Prins av Sverige), ale opiekuńczy cesarz Franciszek I nadał mu tytuł "książę Waza" (niem.:Prinz von Wasa), potwierdzając jednocześnie jego tytulaturę "Królewskiej Wysokości" i drugie miejsce po członkach rodziny Habsburg-Lothringen przy wszystkich ceremoniach dworskich.

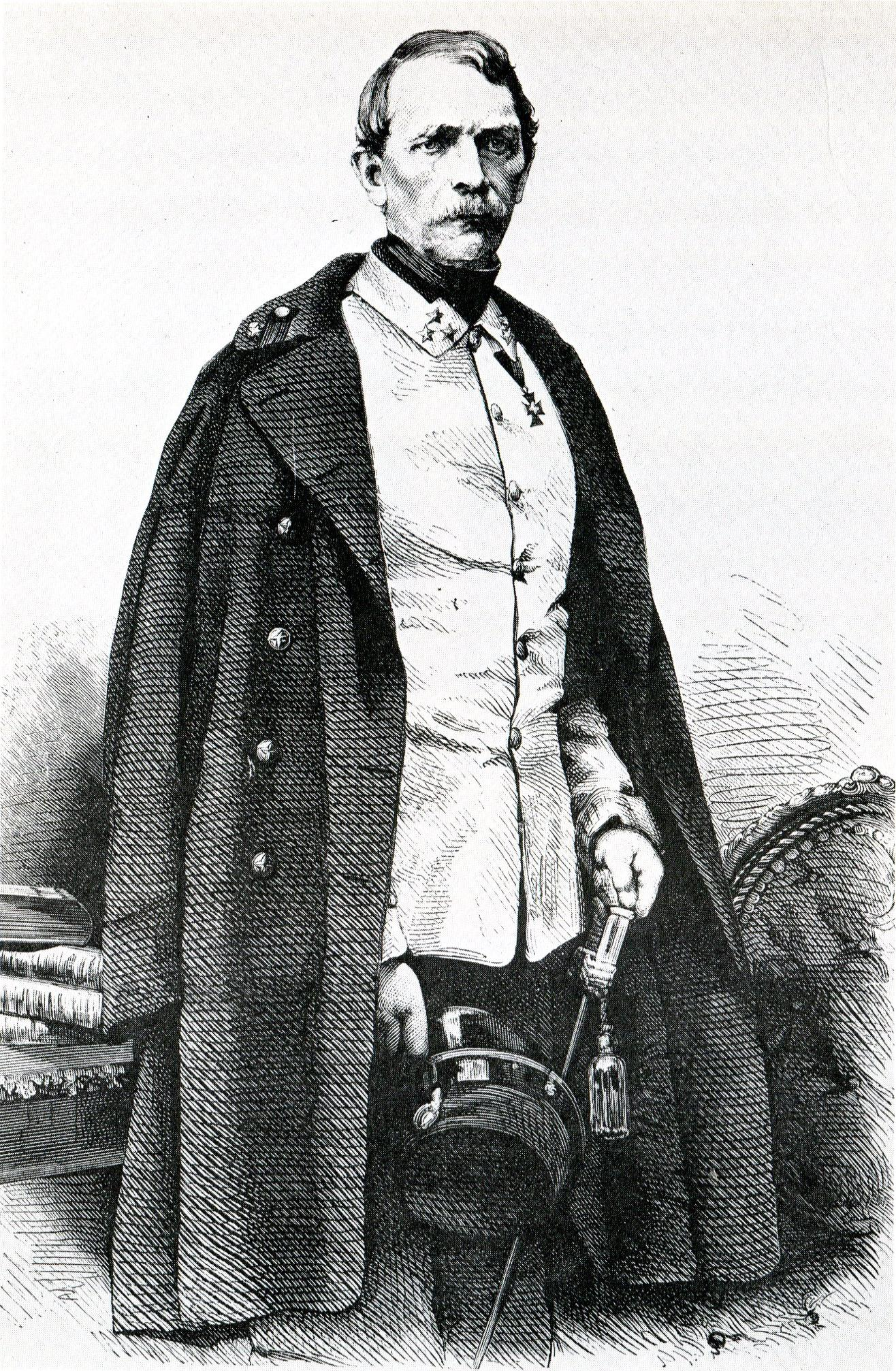
Gustaw ks. Waza (ok. 1865)

9 grudnia 1830 Gustaw poślubił bliską krewną, księżniczkę badeńską Luizę (1811-1854), z którą miał dwoje dzieci: córkę Karolę (1833-1907), od 1873 królową-małżonkę Saksonii (żonę króla Alberta), oraz syna Ludwika, zmarłego w niemowlęctwie. Karola w wieku lat 17 była uważana za najpiękniejszą księżniczkę Europy; książę-prezydent Ludwik Napoleon Bonaparte, daleki kuzyn przez jej babkę Stefanię, wielką księżną Badenii, kuzynkę Eugeniusza de Beauharnais, usilnie się starał o jej rękę, ale Gustaw stanowczo odmówił, mówiąc do córki: jeśli wyjdziesz za niego, znajdziesz się za 20 lat na bruku, pozbawiona wszystkiego. 
Gustaw dwukrotnie protestował przeciwko objęciu tronu szwedzkiego przez kolejnych Bernadottów: Oskara I (1844) i Karola XV (1859), zaznaczając jednak, że - podkreślamy przysługujące Nam prawa do tronu, ale nie zamierzamy ich w tej chwili wykorzystywać. Przy objęciu tronu przez Oskara II (1872) protestu nie złożył. Na starość zamieszkał w oddanym mu do dyspozycji przez saskiego zięcia Alberta zamku wodnym w Pillnitz i tam zmarł. Pochowany został najpierw w krypcie Oldenburgów w Eutin. W roku 1884 trumny Gustawa IV Adolfa, księcia Gustawa i jego synka Ludwika przeniesione zostały do Sztokholmu i ustawione w krypcie Gustawa III w kościele Riddarholmskyrkan.
Karola, ostatnia w historii osoba, która nosiła nazwisko Waza, pochowana jest w Dreźnie. Matka Gustawa, królowa Fryderyka spoczywa w krypcie rodowej badeńskiej dynastii Zähringen w Pforzheimie.

## Odznaczenia
M.in.:
- Order Serafinów (1799, Szwecja)
- Krzyż Wielki Orderu Miecza (Szwecja)
- Krzyż Wielki Orderu Gwiazdy Polarnej (Szwecja)
- Krzyż Wielki Orderu Świętego Stefana (1875, Austro-Węgry)
- Krzyż Wielki Orderu Świętego Jana (Zakon Maltański)
- Order Świętego Andrzeja (Imperium Rosyjskie)
- Order Świętego Aleksandra Newskiego (Imperium Rosyjskie)
- Order Świętej Anny I Klasy (Imperium Rosyjskie)
- Order Orła Czarnego (Prusy)
- Order Orła Czerwonego I Klasy (Prusy)
- Order Świętego Huberta (Bawaria)
- Order Korony Rucianej (Saksonia)
- Krzyż Wielki Orderu Gwelfów (Hanower)
- Krzyż Wielki Orderu Zbawiciela (Grecja)
- Krzyż Wielki Orderu Wierności (Badenia)
- Order Domowy Książęcy Hohenzollernów (Sigmaringen)
- Krzyż Wielki Orderu Lwa Zeryngeńskiego (Badenia)
- Order Lwa Złotego (Hesja)
- Order Zasługi Filipa Wspaniałomyślnego (Hesja)
- Order Lwa Niderlandzkiego (Holandia)
- Order Henryka Lwa (Brunszwik)
- Order Domowy i Zasługi Księcia Piotra Fryderyka Ludwika (Oldenburg)
- Wielka Wstęga Orderu Lwa (Belgia)